# Scinax baumgardneri
Espèce
Synonymes
- Hyla baumgardneri Rivero, 1961

Statut de conservation UICN

 DD  : Données insuffisantes
Scinax baumgardneri est une espèce d'amphibiens de la famille des Hylidae.

## Répartition
Cette espèce est endémique de l'État d'Amazonas au Venezuela.

## Étymologie
Cette espèce est nommée en l'honneur de Hans Baumgardner, qui a collecté les premiers spécimens.

## Publication originale
- Rivero, 1961 : Salientia of Venezuela. Bulletin of the Museum of Comparative Zoology, vol. 126, p. 1-207 (texte intégral).